# Ipomoea alterniflora
Ipomoea alterniflora är en vindeväxtart som beskrevs av August Heinrich Rudolf Grisebach. Ipomoea alterniflora ingår i släktet praktvindor, och familjen vindeväxter. Inga underarter finns listade i Catalogue of Life.